# Partenope (Liberato)
Partenope è un brano musicale del cantante italiano Liberato, prima traccia del secondo album in studio Liberato II, pubblicato il 9 maggio 2022.

## Descrizione
Considerato da parte della stampa come un singolo nonostante l'assenza di una pubblicazione specifica all'interno dei principali servizi musicali in streaming on demand, il brano ha raggiunto la diciassettesima posizione nella classifica dei singoli italiana ed è stato certificato disco d'oro dalla FIMI nell'agosto 2022; il brano ha ottenuto il disco di platino nel successivo mese di maggio 2023 per le oltre centomila copie vendute.
Il titolo del brano si riferisce alla leggenda della sirena Partenope, ma gioca anche in riferimento al fatto che i napoletani vengano chiamati partenopei.

## Video musicale
Il video è stato diretto da Francesco Lettieri ed ha come protagonisti principali l'attore Giacomo Rizzo e la ballerina Tonia Laterza. Il video è collocato nell'epoca del '700, e raffigura un re che trova un anello nel suo pranzo, che in realtà appartiene alla sirena Partenope, che va al Palazzo Reale per riprenderselo, uccidendo il re con il suo canto.

## Classifiche
| Classifica (2022) | Posizione massima |
| ----------------- | ----------------- |
| Italia            | 17                |

## Riconoscimenti
- Videoclip Italia Awards
  - 2023 – Migliore styling[9]
  - 2023 – Candidatura ai miglior videoclip elettronica
  - 2023 – Candidatura al miglior make-up & hair
  - 2023 – Candidatura alla migliore scenografia